# Franck Deville
Franck Deville oder Frank Deville (* 12. August 1970) ist ein ehemaliger luxemburgischer Fußballspieler.

## Karriere

### Verein
Franck Deville begann seine Karriere 1987 bei Swift Hesperingen. Mit dieser Mannschaft gewann er 1990 den luxemburgischen Pokal. Nach fünf Jahren war er auf insgesamt 128 Einsätze gekommen und wechselte zu Union Luxemburg. Nach weiteren drei Jahren ging er für ein halbes Jahr zu Avenir Beggen.
Während seiner Zeit bei Union Luxemburg hatte er nach einem Spiel gegen Avenir Beggen Eckhard Krautzun kennengelernt. Anfang 1996 folgte er Krautzun und wechselte zu Union Berlin in die Regionalliga. Er wurde dort in den Mannschaftsrat gewählt und spielte sich in Freundschaftsspielen in die Stammformation der Berliner. Kurz vor seinem ersten Spiel im Punktbetrieb zog sich Deville einen Innenbandriss zu. Für Union kam Deville, der unter anderem mit Sergej Barbarez, Marko Rehmer und Ervin Skela zusammenspielte, lediglich in sechs Spielen zum Einsatz. Nach einem halben Jahr ging er zum 1. FC Saarbrücken. Für diesen kam er in 16 Spielen zum Einsatz. In der Saison 1997/98 spielte er für den SV Mettlach.
Deville kehrte daraufhin nach Luxemburg zurück und unterschrieb erneut einen Vertrag bei Avenir Beggen. Nach einem Jahr ging er zum FC Mondercange. In der Saison 2002/03 spielte er für den F91 Düdelingen und beendete seine Karriere.

### Nationalmannschaft
Deville spielte 35-mal für die luxemburgische Nationalmannschaft. Eine Teilnahme an einer Fußball-Weltmeisterschaft oder einer Fußball-Europameisterschaft blieb ihm verwehrt. Allerdings war er Teil der Mannschaft, die am 7. Juni 1995 in der Qualifikation zur Fußball-Europameisterschaft 1996 die Tschechische Fußballnationalmannschaft, dem späteren Finalisten bei der EM 1996, mit 1:0 besiegten.

## Erfolge

### Verein
- Luxemburgischer Pokal: 1990; Finalist 2000

### Nationalmannschaft
- Sieg in der EM-Qualifikation 1994/95 gegen die Tschechische Nationalmannschaft

## Sonstiges
Franck Deville lernte bei einem Urlaub in Deutschland seine deutsche Frau kennen, von der er jedoch geschieden ist. Ihr gemeinsamer Sohn Maurice John (* 1992) ist ebenfalls Profifußballer.